# Jan Uhr Kos

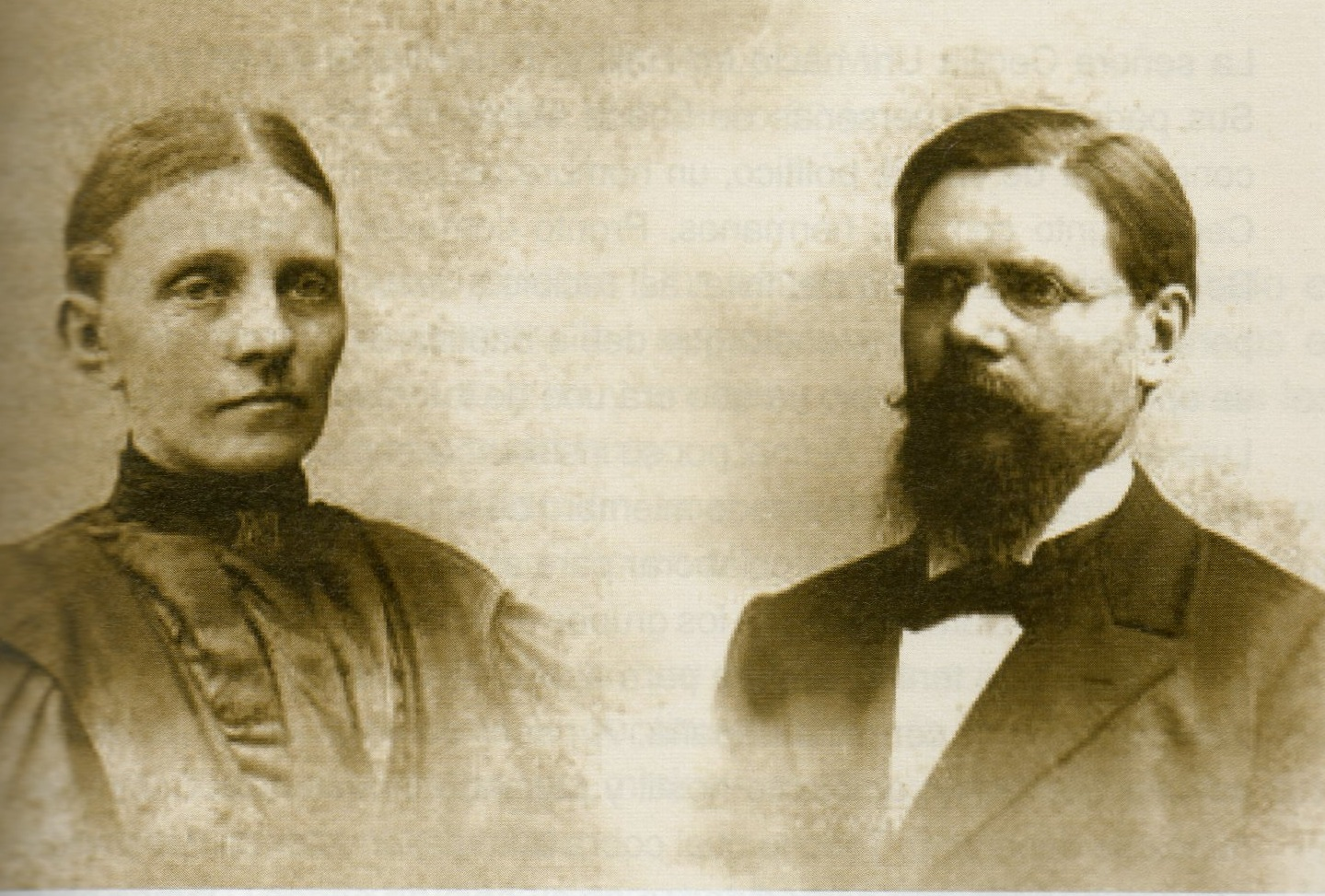
El pastor i missioner Jan Uhr i la seva primera esposa Cecilia Wisquist en una foto als voltants de 1890 quan ells residien a Sabadell. (Foto Arxiu Primera Església Baptista de Sabadell)

Jan Uhr Kos, també conegut com a Joan Uhr o Juan Uhr (Vikarbyn, Rättvik, Suècia, 13 de juny de 1858 - València, 9 de juliol de 1922) fou pastor i missioner protestant de la Missió Baptista Sueca.

## Biografia

### Època infantil i juvenil a Suècia
Pastor i missioner baptista suec, va néixer a Vikarbyn, província de Rättvik (Suècia) el 13 de juny de 1858. El seu pare era un taverner, propietari de la casa de menjars Uhrsgarden. Va quedar orfe de pare i mare ben aviat. Ell i els seus germans foren dispersats. Als 14 anys, Jan va marxar a Estocolm on va aprendre l'ofici de pintor, però el seu interès era fer-se actor de teatre. El 1880 va sentir una crida religiosa. Va incorporar-se a l'església local de Gnesta on va batejar-se i col·laborar en tasques de mestre i d'ajudant a la predicació. Durant dos anys estudià teologia al seminari baptista Bethel, d'Estocolm (1884-86) i es prepara per ser un dirigent de les esglésies baptistes al seu país. En aquest període col·laborà amb la comunitat protestant de Kungsör.
Als 28 anys és cridat pel també suec Eric Lund, que està treballant a Espanya, a ajudar-lo en aquest país, especialment per enfortir les comunitats catalanes, sobretot la de Sabadell. S'acomiada de la seva església a Kungsör i un dirigent de la congregació anomenat Ekman, li regala un abric.

### Primera visita a Sabadell
El 1886 estableix el primer contacte amb un grup protestant sabadellenc que s'estava reunint d'ençà 1873, tot i que no serà fins al 1889 quan es faci càrrec de la congregació com a pastor. Durant tres anys dona suport a les esglésies catalanes i torna al seu país per preparar la seva vinguda definitiva a Espanya. Uhr es casa a Suècia, el 29 juny 1889 amb Cecilia Wisquist Larson i seguidament retornarà, per dirigir la comunitat sabadellenca.

### Uhr, fundador de la comunitat baptista a Sabadell
El grup de creients sabadellencs era reduït i des de la seva formació pràcticament no havia tingut cap pastor dedicat, per la qual cosa es considera que amb l'arribada d'Uhr es funda l'església baptista de la localitat, al juliol de 1889.
El treball d'Uhr no es dedicava en exclusiva a aquesta ciutat vallesana sinó que durant els anys 1892 i 1893 visita pobles de l'Alt Aragó per fer tasca missionera. No aconseguirà obrir cap església estable, però si que va aconseguir conversions individuals i molts simpatitzants.
L'any 1894 va intentar obrir locals a la vila de Piera, i també al poble de la Creu Alta, al costat de Sabadell, però en tots dos casos no va poder portar-lo a terme. També es van obrir unes escoles evangèliques al carrer Fivaller de Sabadell, encara que no van tenir gaire continuïtat. En aquells moments la comunitat de Sabadell tenia uns 25 membres batejats.
El 1895 mor l'única filla d'Uhr, Lidia, als 15 mesos d'edat, i el seu enterrament causa commoció a la ciutat. Assisteixen a la casa mortuòria que al seu torn és el local on es reunia l'església al carrer Calderón, 62; una multitud de gent de diversa condició social va col·lapsar la via pública. Aquest fet demostra el prestigi que havien aconseguint els evangèlics, segons es fa ressò un diari liberal de l'època. Encara que un any més tard, quan Uhr va intentar instal·lar una làpida en la tomba de la seva filla, es va trobar amb la intolerància de l'església oficial en forma de denegació de permís.

### Uhr, pastor a València
El 1895 en morir el dirigent de l'església de València, Karl Haglund, també suec, Uhr va ser designat per suplir-ho, càrrec que va exercir fins a la seva mort. Al 1908 es va establir al carrer Palma, 5, a un edifici obra de l'arquitecte valencià Francisco Mora. Va aconseguir un nou local per a l'església al carrer del Pilar. Uhr estava recolzat pel jove Vicente Mateu, ànima dels baptistes valencians, i conjuntament van fer fer feina evangelitzadora a pobles del voltant com Burjassot, Sumacàrcer, Carlet, Alcàsser i altres.
El 23 juny 1902 va contreure nou matrimoni amb la seva compatriota Leonor Lindström, després que la seva primera dona Cecilia, morís a València l'any 1900. Es van establir societats de joves de "Esforç Cristià", i l'església de València va ser l'encarregada d'organitzar la Convenció de 1911. Des de València, Uhr va publicar el diari per a nens anomenat “Hojas dominicales”, que durant alguns anys va ser molt apreciat pel públic evangèlic infantil.
Va morir a València el 9 de juliol de 1922, després d'una breu malaltia.